# Кариджет, Грегори
Грегори Кариджет (романш. Gregory Carigiet, 8 марта 1987, Кур, Граубюнден) — швейцарский саночник, выступающий за сборную Швейцарии с 2004 года, многократный призёр национального первенства, участник зимних Олимпийских игр в Сочи.

## Биография
Грегори Кариджет родился 8 марта 1987 года в городе Кур, кантон Граубюнден. Активно заниматься санным спортом начал в возрасте тринадцати лет, в 2004 году прошёл отбор в национальную сборную и стал принимать участие в различных международных соревнованиях. В сезоне 2006/07 состоялся его дебют на взрослом Кубке мира, при этом в общем зачёте он занял двадцать восьмое место. Кроме того, тогда же впервые поучаствовал в заездах взрослого чемпионата мира, показав на трассе в австрийском Иглсе пятнадцатый результат.
В следующем году финишировал девятнадцатым на мировом первенстве в немецком Оберхофе, на чемпионате Европы в итальянской Чезане закрыл двадцатку и после завершения всех кубковых этапов расположился на двадцать четвёртой строке мирового рейтинга сильнейших саночников. На чемпионате мира 2009 года в американском Лейк-Плэсиде выступил сравнительно неудачно заняв двадцать седьмое место, тогда как на Кубке мира был двадцать вторым. В 2010 году на европейском первенстве в латвийской Сигулде добрался до шестнадцатой позиции мужского одиночного разряда, в общем кубковом зачёте занял девятнадцатое место.
На чемпионате мира 2011 года в Чезане Кариджет был пятнадцатым, тогда как в рейтинге Кубка мира расположился на двенадцатой строке, и это пока лучшее его достижение на данных соревнованиях. В следующем сезоне боролся за обладание Кубком наций, но по итогам всех заездов оказался лишь на четвёртой позиции. В 2012 году на мировом первенстве в немецком Альтенберге вновь был пятнадцатым, а в общем зачёте мирового кубка занял тринадцатое место .В 2014 году побывал на Олимпийских играх в Сочи, где финишировал двенадцатым в мужской одиночной программе.